# Houthulst
Houthulst (vls. Outulst, hist. Houthoulst) – miejscowość i gmina (gemeente) w północno-zachodniej Belgii, w Regionie Flamandzkim, w prowincji Flandria Zachodnia, w okręgu Diksmuide. 1 stycznia 2024 roku liczyła 10 464 mieszkańców.

## Podział administracyjny
W skład gminy wchodzą trzy dzielnice (deelgemeente):
- Jonkershove
- Klerken
- Merkem